# Шершеневка
Шершеневка (укр. Шершенівка) — село в Бильче-Золотецкой сельской общине Чортковского района Тернопольской области Украины.
До 2020 года входило в Борщёвский район.
Код КОАТУУ — 6120888701. Население по переписи 2001 года составляло 770 человек.

## Географическое положение
Село Шершеневка находится на левом берегу реки Серет,
ниже по течению на расстоянии в 1 км расположено село Алексинцы,
на противоположном берегу — село Шиповцы.

## История
- Село известно с XV века.

## Объекты социальной сферы
- Школа I—II ст.
- Дом культуры.
- Фельдшерско-акушерский пункт.

## Достопримечательности
- Братская могила советских воинов.